# Silène (mythologie)
Pour les articles homonymes, voir Silène.

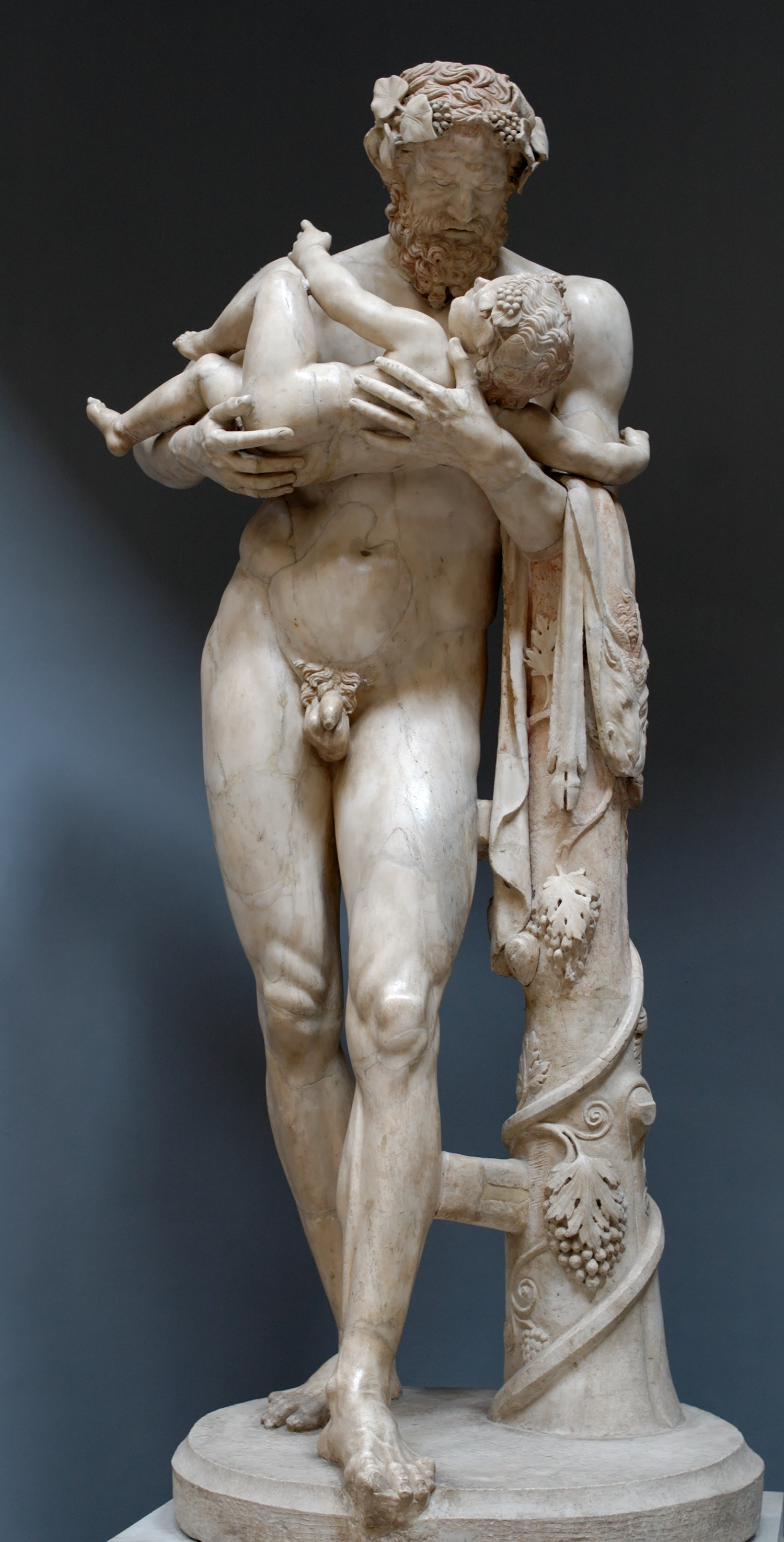
Silène portant Dionysos enfant, copie d'un original de l'école de Lysippe, musées du Vatican.

Dans la mythologie grecque, Silène (ou Papposilène) (en grec ancien : Σειληνός / Seilēnós, prononcé : [seːlɛːnós]) est un satyre, père adoptif et précepteur du dieu Dionysos, qu’il accompagne sans cesse.
Il passait en effet pour un sage, un prophète et un philosophe. 
Il est en outre le dieu personnifiant l'Ivresse, assez proche en ce sens de deux autres divinités mineures faisant l'une et l'autre partie du cortège de Dionysos, Comos (la bonne Chère) et Coros (la Satiété), qu'Hérodote fait naître d'Hybris (la Démesure).

## Mythe

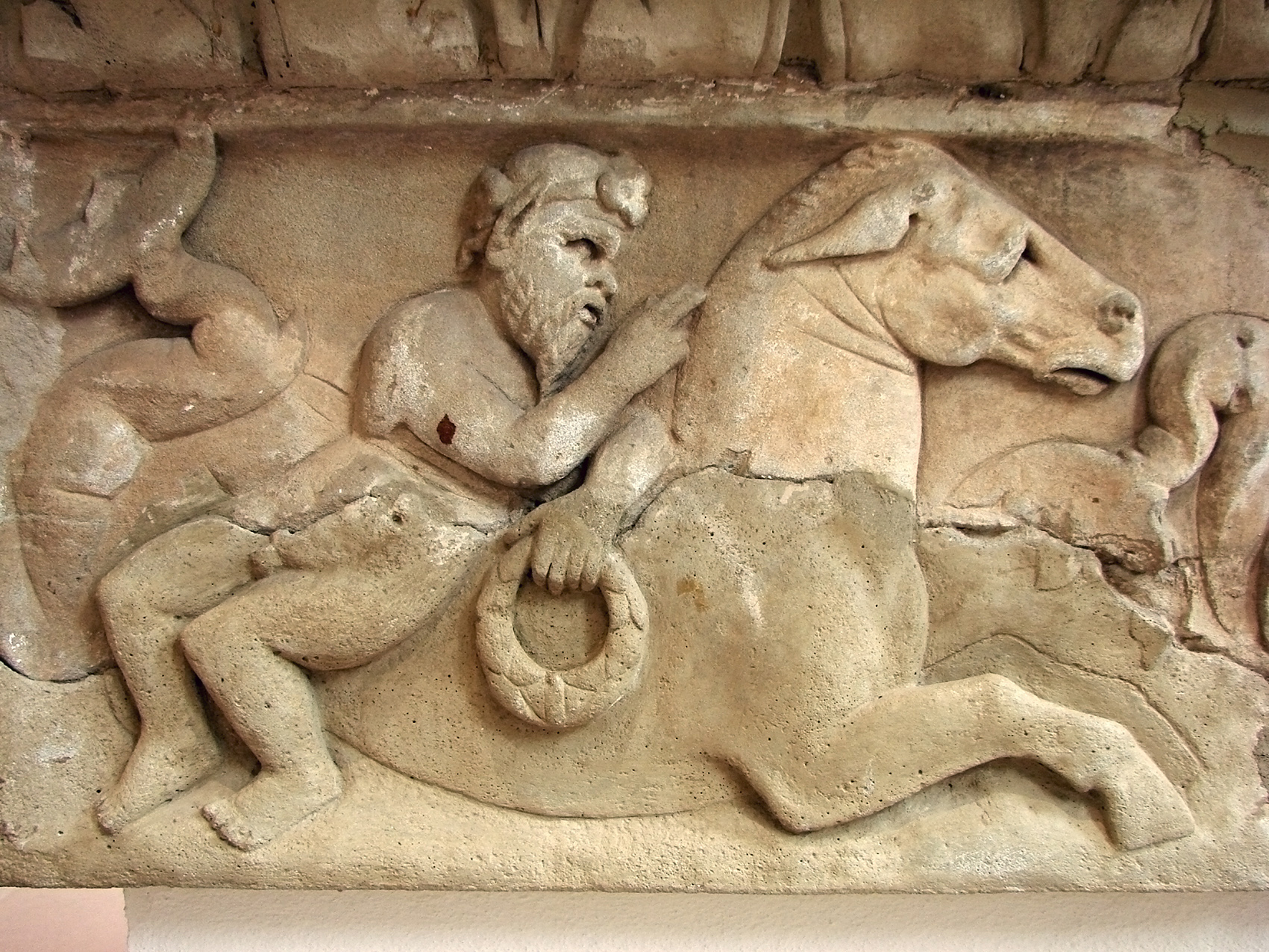
Silène sur son âne, bas-relief funéraire romain, Musée rhénan de Trèves.

Silène est qualifié de « fils d'Hermès », comme le sont souvent les satyres. Mais, d'autres traditions en font le fils de Pan et d'une nymphe, ou de Pan et de Gaïa (la Terre), voire, selon Nonnos, de Gaïa fécondée par le sang d'Ouranos mutilé. On le fait naître à Nysa, en Asie.
Il est censé avoir participé à la Gigantomachie. On lui attribue, de pair avec Marsyas, l'invention de la flûte, ainsi que l'invention d'une danse particulière, qu'on nomme en son honneur le silène.
Il est également le héros d'un certain nombre de contes burlesques, où son penchant pour le vin le mène à déambuler, ivre, parmi les mortels. Ainsi, un jour qu'il a trop bu, il s'égare en Phrygie et est recueilli par le roi Midas. Quelques jours après, Dionysos, inquiet, le retrouve chez Midas et, en remerciement, lui offre d'exaucer un vœu. Midas choisit alors de transformer tout ce qu'il touche en or (voir Midas). Venu d'Arcadie, monté sur un âne, et s'étant fait insulter à cause de son ivresse, il invoqua Zeus qui lui permit de changer ses railleurs en baudets.
Il est parfois personnifié comme étant un vieillard voluptueux et jovial, doté d'un nez camus et d'un ventre énorme. Silène, tout en étant dans un état d'ivresse continuel, suivait le cortège de Dionysos, et, monté sur un âne, riait et chantait sans cesse. 
La plupart du temps, il se refusait à utiliser ses talents de sage, prophète et philosophe, et on devait l'y forcer, comme le fit le roi Midas.

## Représentations artistiques

### Antiquité

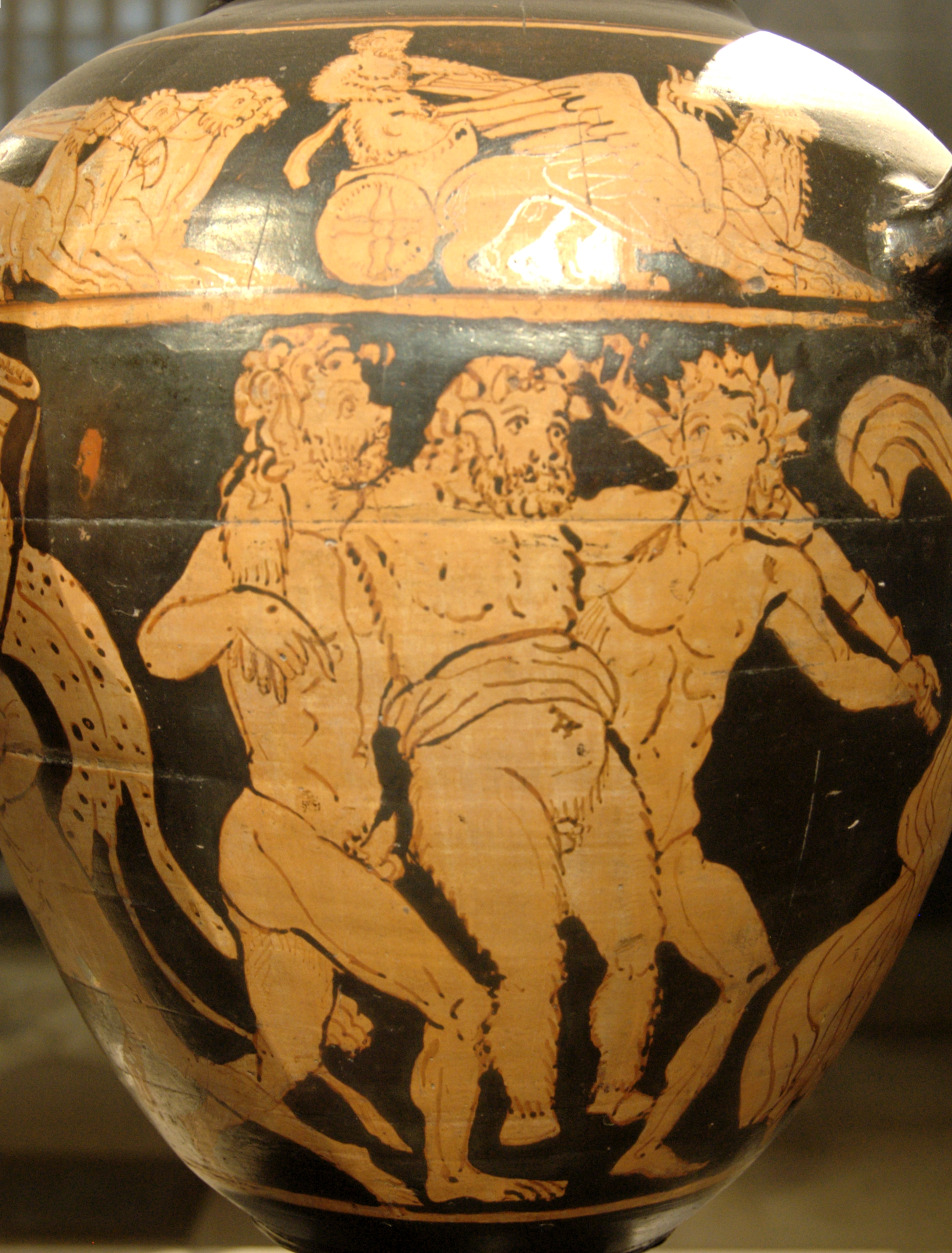
Silène ivre accompagné par deux jeunes gens, stamnos étrusque, vers -300, Paris, musée du Louvre.

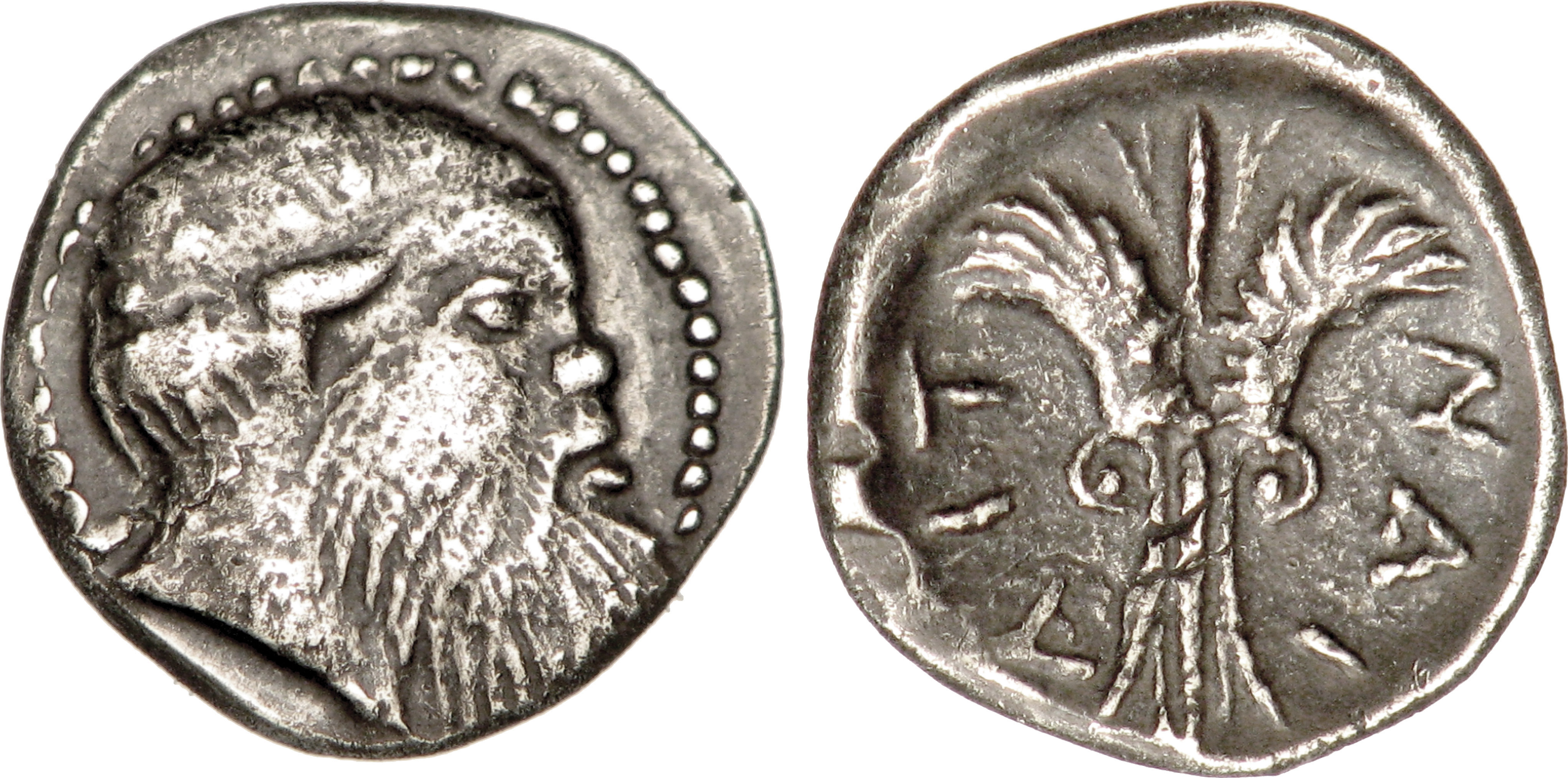
Litra en argent de Sicile représentant un Silène.

Il est généralement représenté sous la forme d'un vieillard jovial mais d'une grande laideur, avec un nez épaté, des traits lourds, un ventre bedonnant. Socrate a été comparé à un silène par Alcibiade dans Le Banquet de Platon (215b) ; c'est sous ces traits qu'il est représenté sur les bustes antiques. Cette comparaison qui pourrait sembler insultante ne l'est pas tant lorsque l'on considère l'usage qui consistait à dissimuler sous l'apparence de silènes des représentations précieuses de divinités olympiennes, comme des figurines d'Apollon en argent ou en or.

« Alcibiade : […] je déclare qu'il est tout pareil à ces silènes qu'on voit exposés dans les ateliers des sculpteurs, et que les artistes représentent un pipeau ou une flûte à la main ; si on les ouvre en deux, on voit qu'ils contiennent, à l'intérieur, des statues de dieux. »

Il ne s'agit pas d'une moquerie de la part d'Alcibiade, mais d'un subtil éloge : si son aspect extérieur est laid et repoussant, à l'intérieur il est « pareil à un dieu ». Pour qualifier son Gargantua, Rabelais utilise à son tour dans son prologue l'image de la boîte de Silène.
Par antonomase, on donne parfois le nom de silènes aux satyres, et chez les Romains, aux faunes et aux sylvains.
Le Silène ivre, sculpture en marbre clair du début du IIe siècle, d'une hauteur de 110 cm et conservée au musée archéologique de Narbonne, fut découvert en 1856 lors des travaux pour la réalisation des fondations de la gare. C'est une copie d'une œuvre en bronze aujourd'hui perdue, créée au IVe siècle av. J.-C. par le sculpteur grec Lysippe.

### Après l'Antiquité
À partir de la Renaissance, le thème de Silène a été régulièrement repris. Silène est traditionnellement représenté comme un vieillard bedonnant et joyeux, laid, lubrique, rendu grotesque par son ivresse. C'est en particulier le cas dans les œuvres d'Andrea Mantegna (Bacchanale au Silène, 1481), Piero di Cosimo (Les Mésaventures de Silène, 1505–1507), Peter Paul Rubens (Silène ivre, 1616–1618 et La Marche de Silène, 1616–1617), Antoine Van Dyck (Silène ivre et Silène ivre soutenu par un faune et une bacchante, vers 1617–1618), José de Ribera (Silène ivre, 1626), Gerrit van Honthorst (Le Triomphe de Silène, vers 1623–1630), Charles André van Loo (L'Ivresse de Silène, 1747), Honoré Daumier (L'Ivresse de Silène, dessin, 1850) ou Jules Dalou (Le Triomphe de Silène, groupe sculpté, 1885).
En 1629, faisant référence au vin de Suresnes, Guillaume Colletet écrit dans un poème :

« Par le pied du vieux Silène
Bref, par tous les appas de ce vin de Surène. »

## Galerie

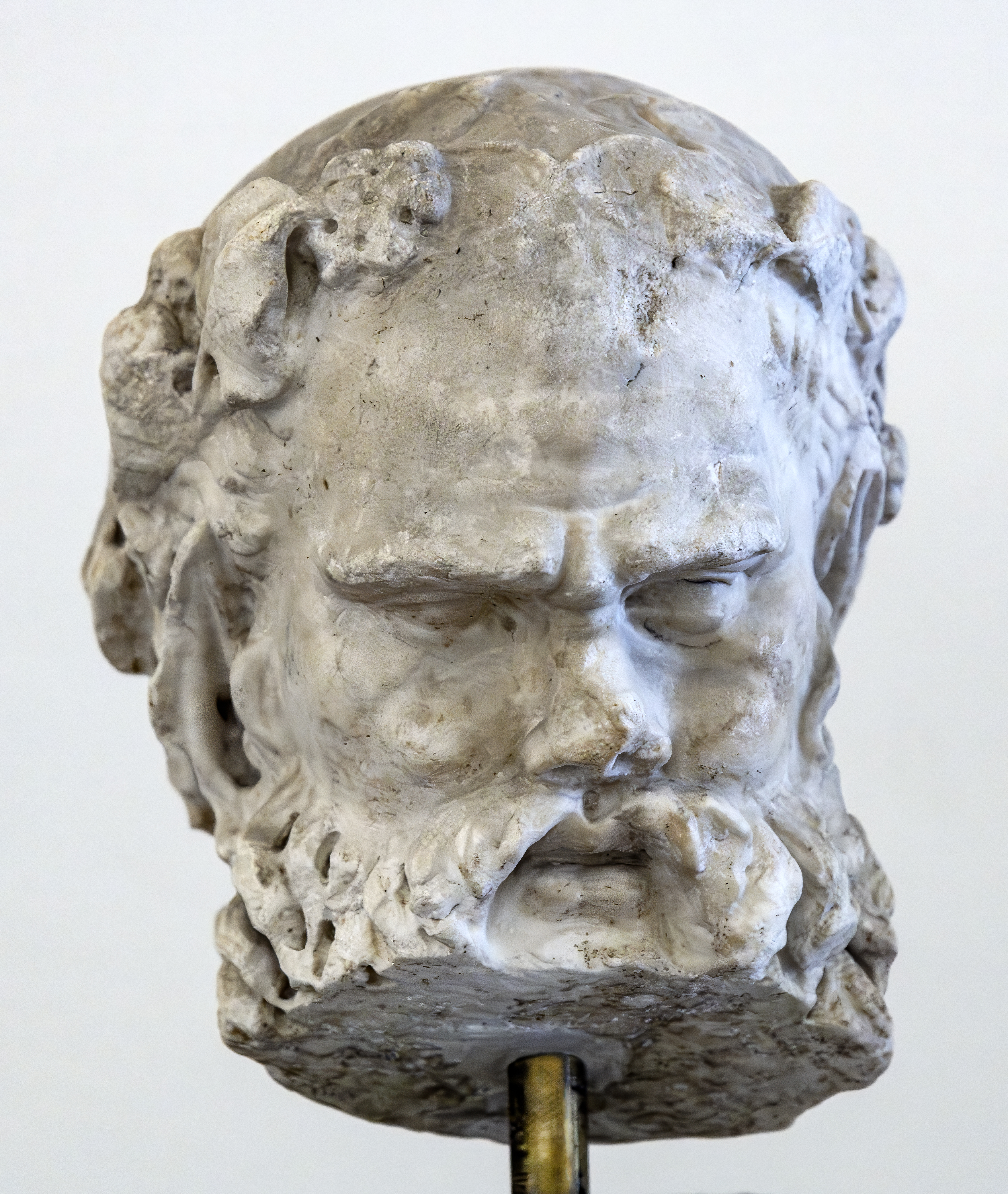
Silène - IVe siècle av. J.-C., Musée archéologique national de Venise
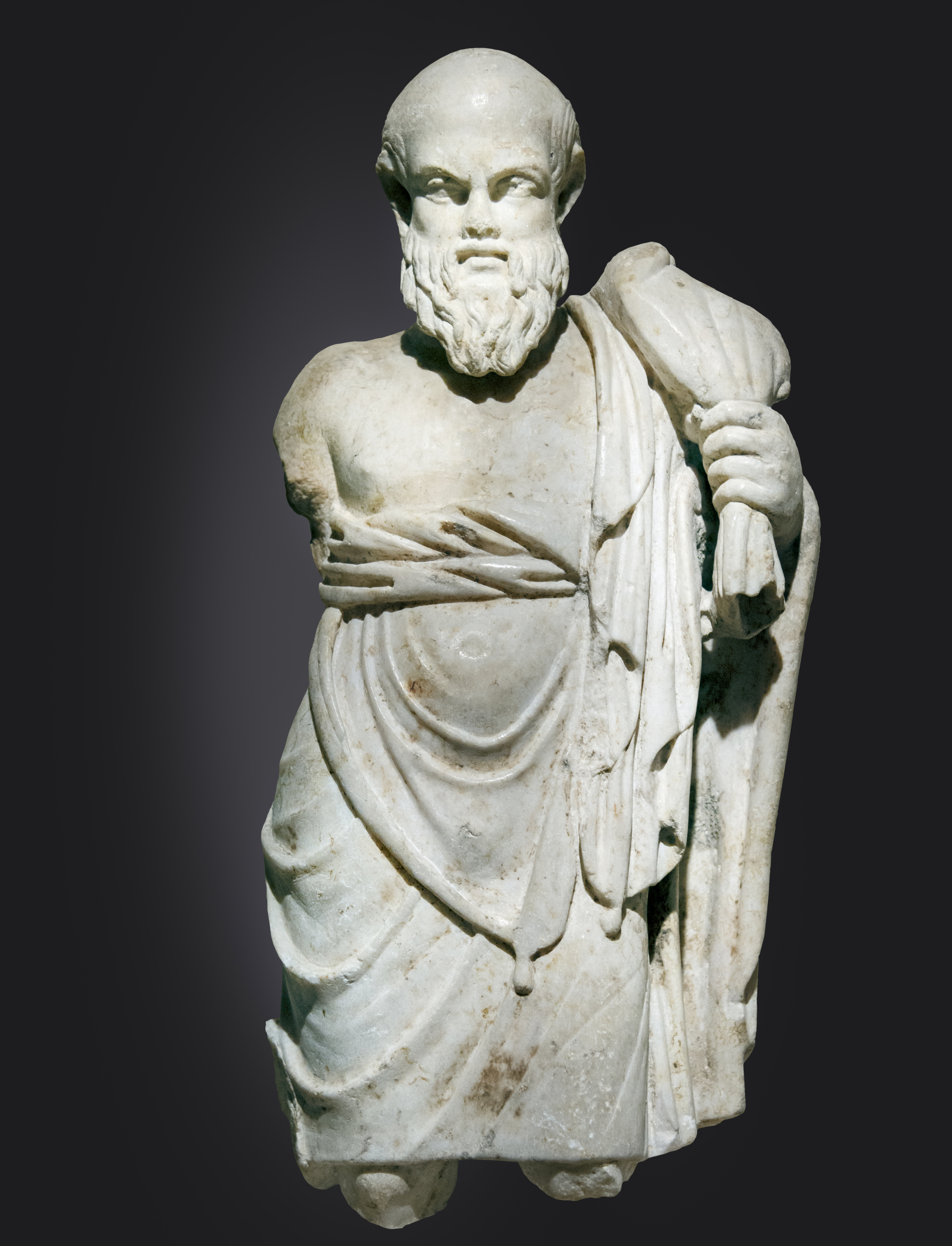
Silène à l'outre – IIe siècle – Musée des Beaux-Arts d'Agen
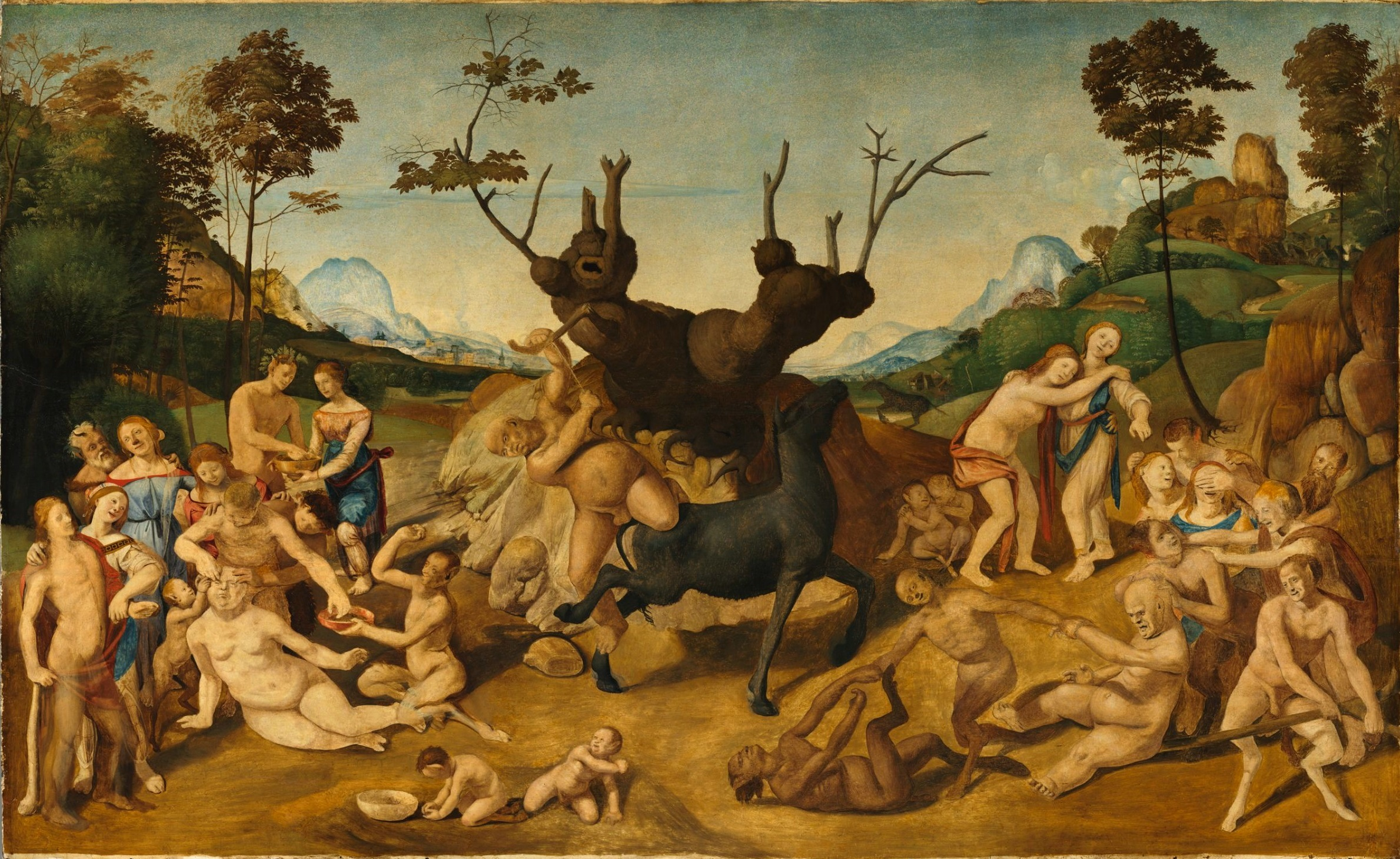
Piero di Cosimo, Les Mésaventures de Silène (vers 1500), Cambridge, Fogg Art Museum.
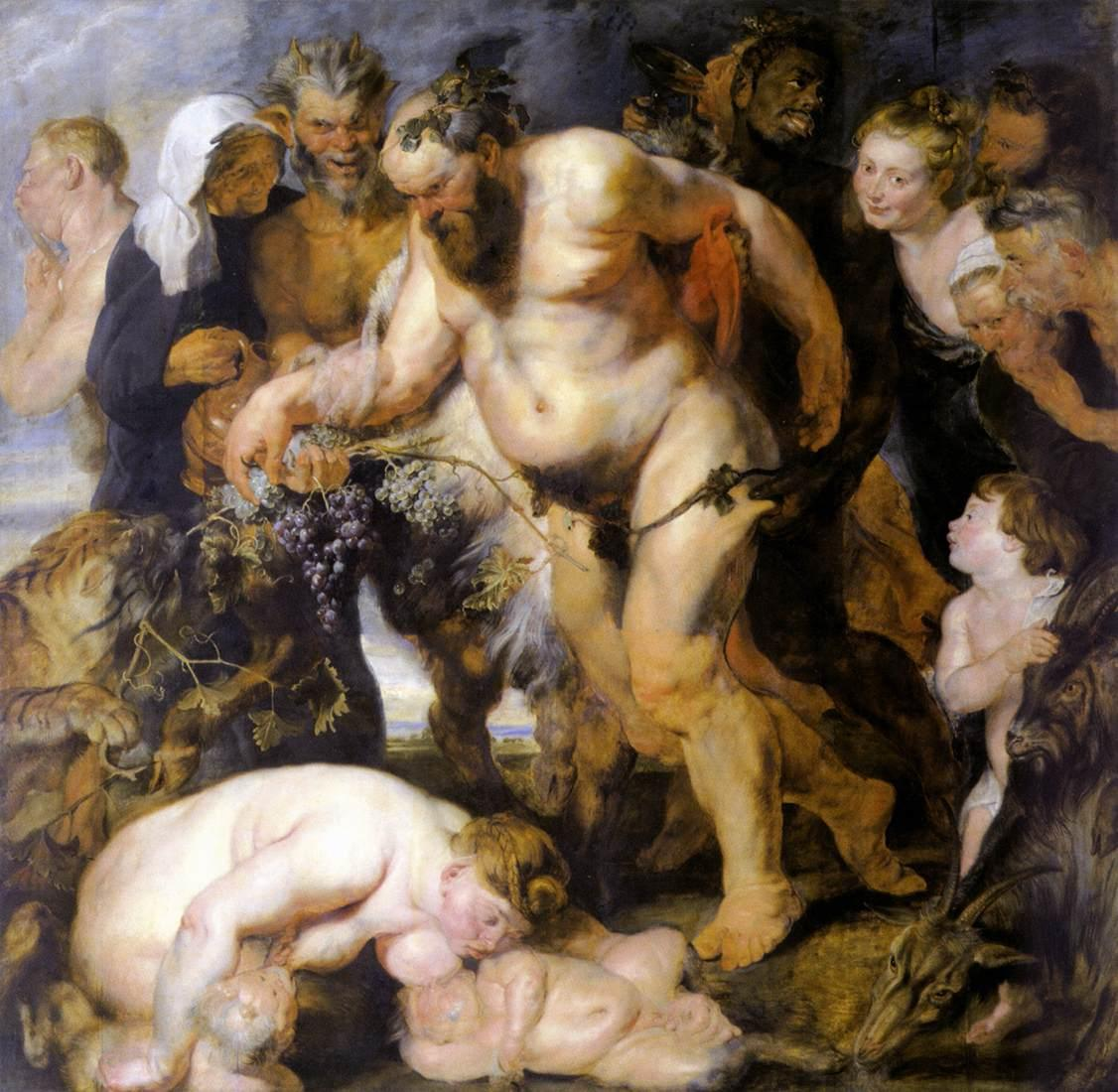
Pierre Paul Rubens, Silène ivre (1616–1617), Munich, Alte Pinakothek.
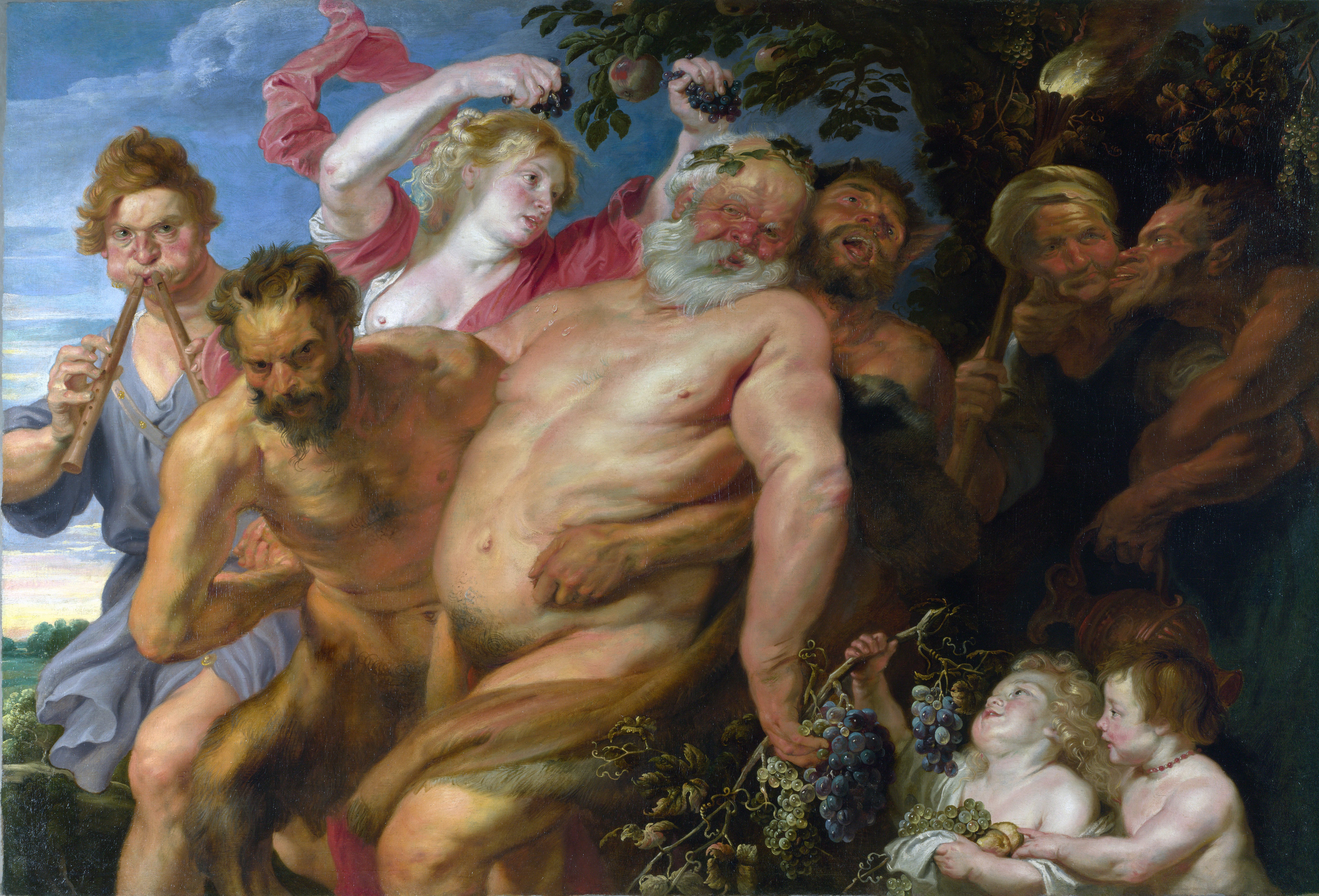
Antoine Van Dyck, Silène ivre soutenu par un faune et une bacchante (vers 1620), Londres, National Gallery.
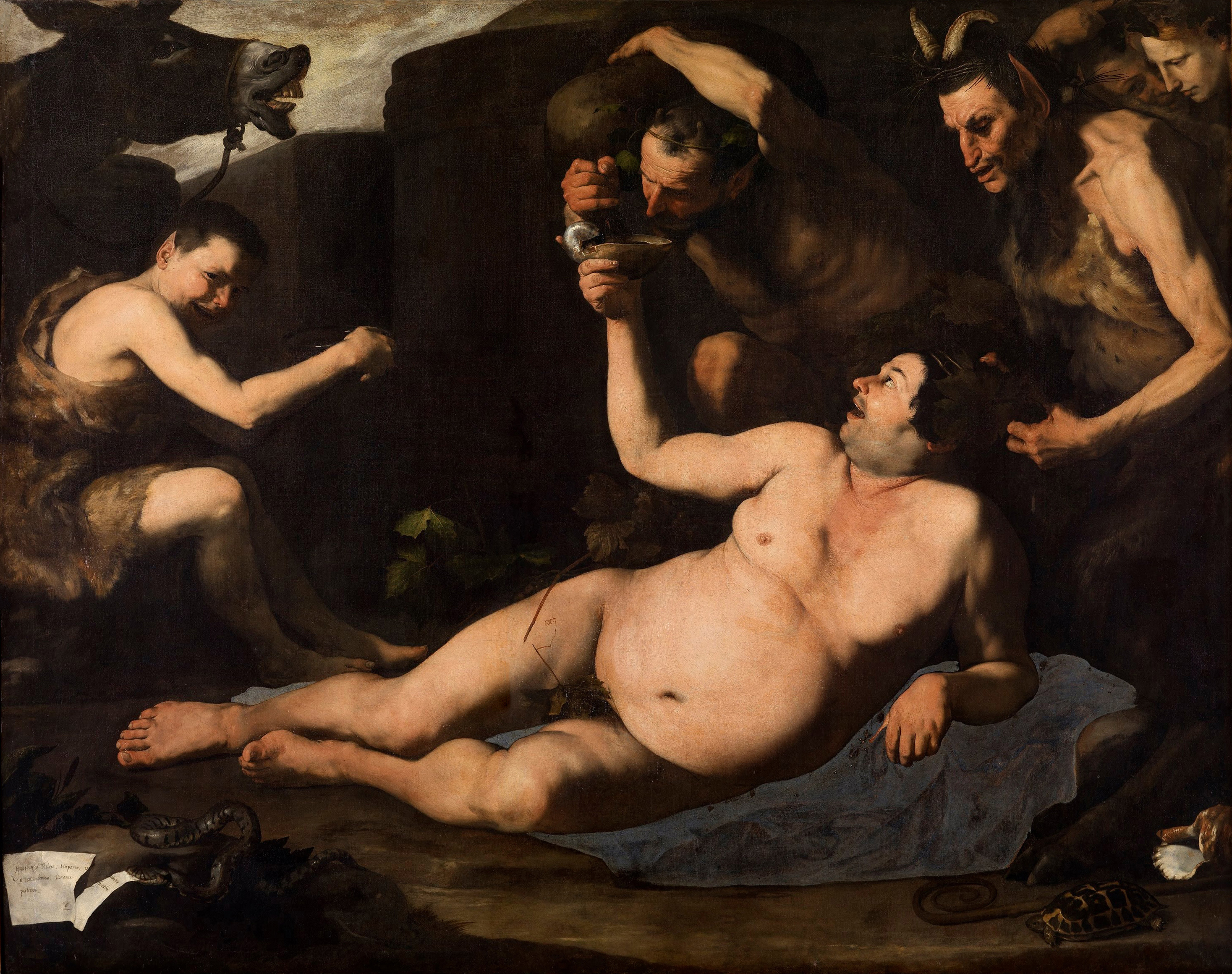
José de Ribera, Silène ivre (1626), musée Capodimonte de Naples.
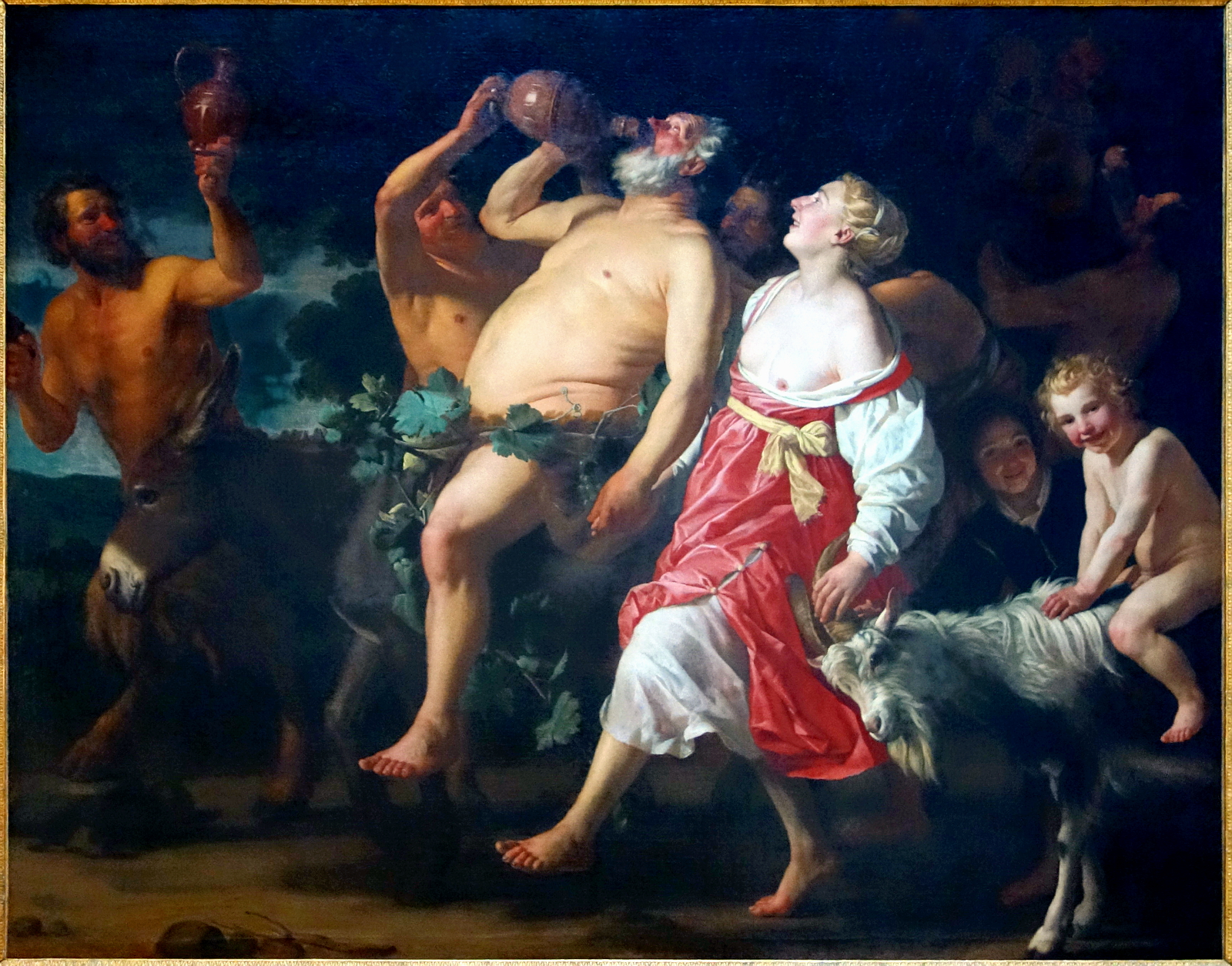
Gerrit van Honthorst, Le Triomphe de Silène (vers 1623–1630), palais des beaux-arts de Lille.
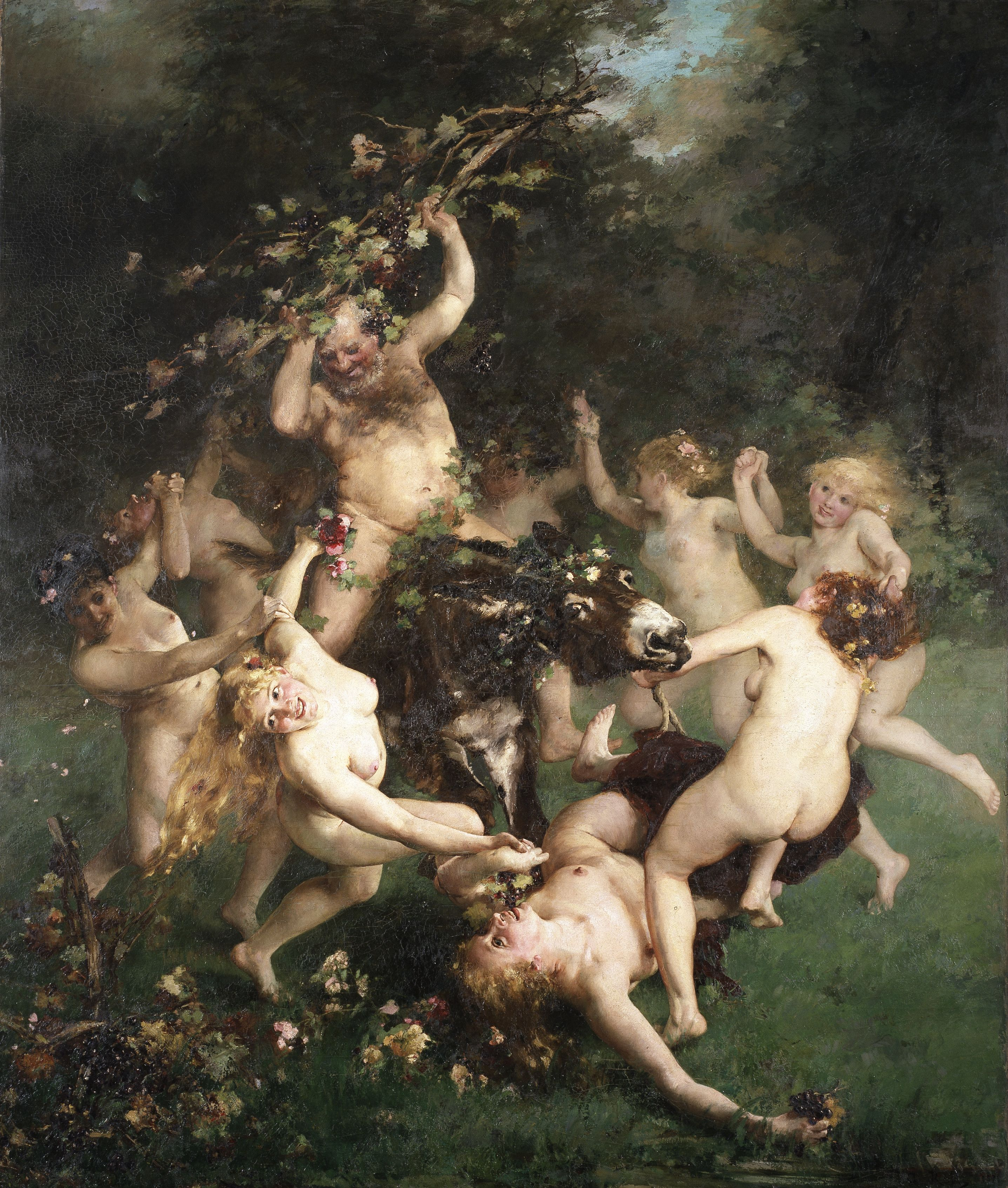
Alfred Philippe Roll - La fête de Silene 1880 - Musée des Beaux-Arts Gand
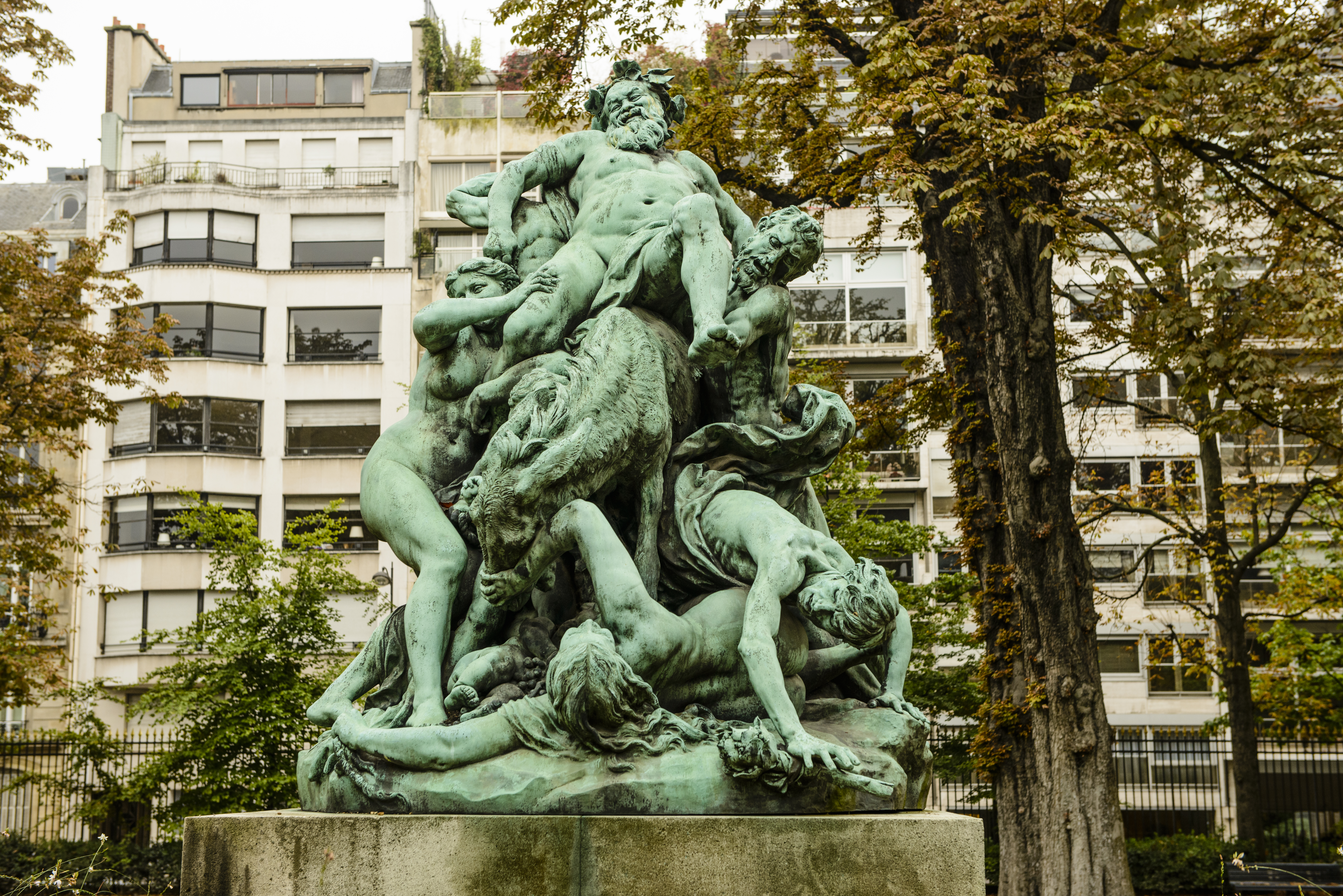
Jules Dalou, Le Triomphe de Silène (1898), Paris, jardin du Luxembourg.
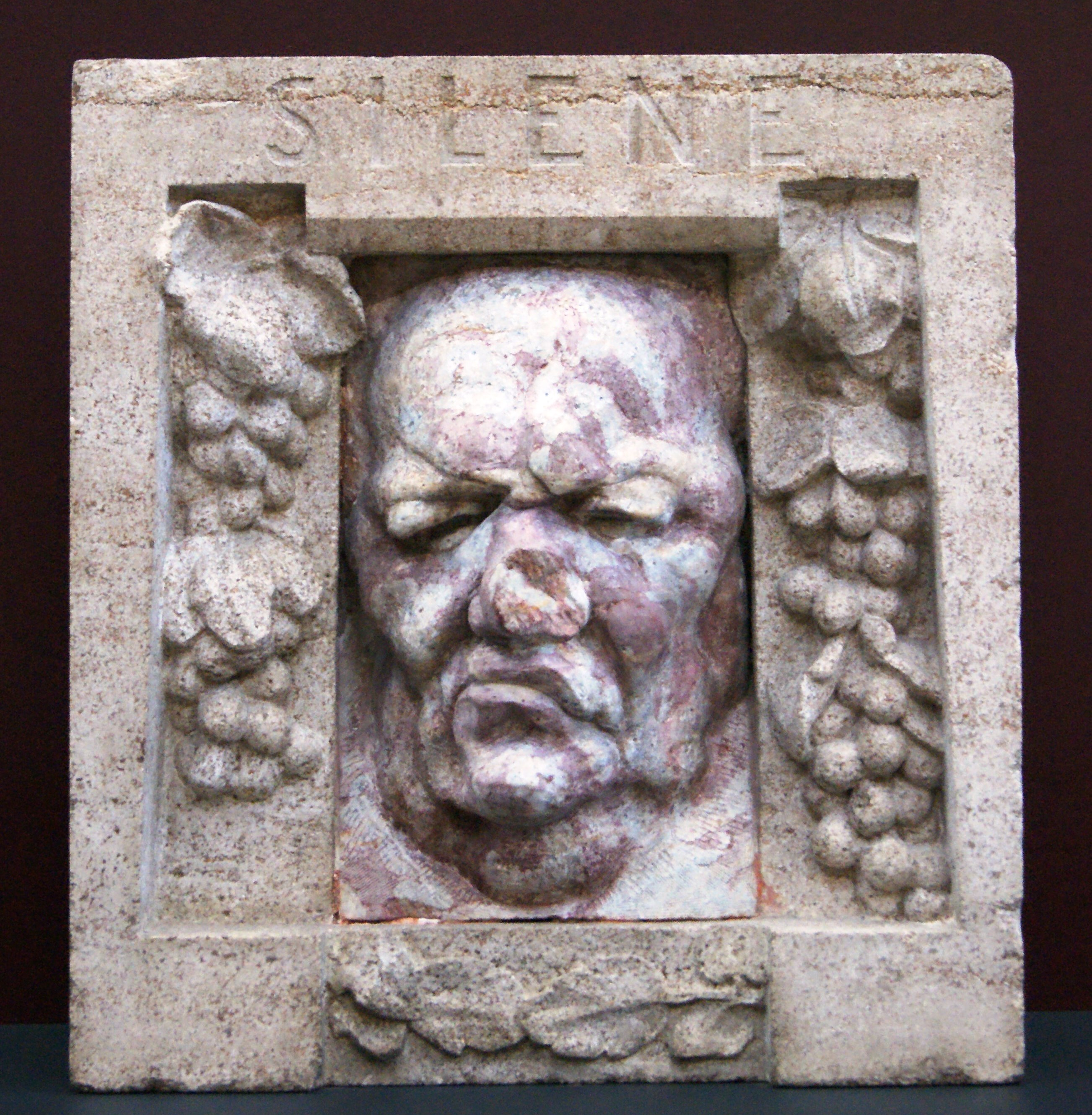
José de Charmoy, Silène (1913), musée d'Orsay
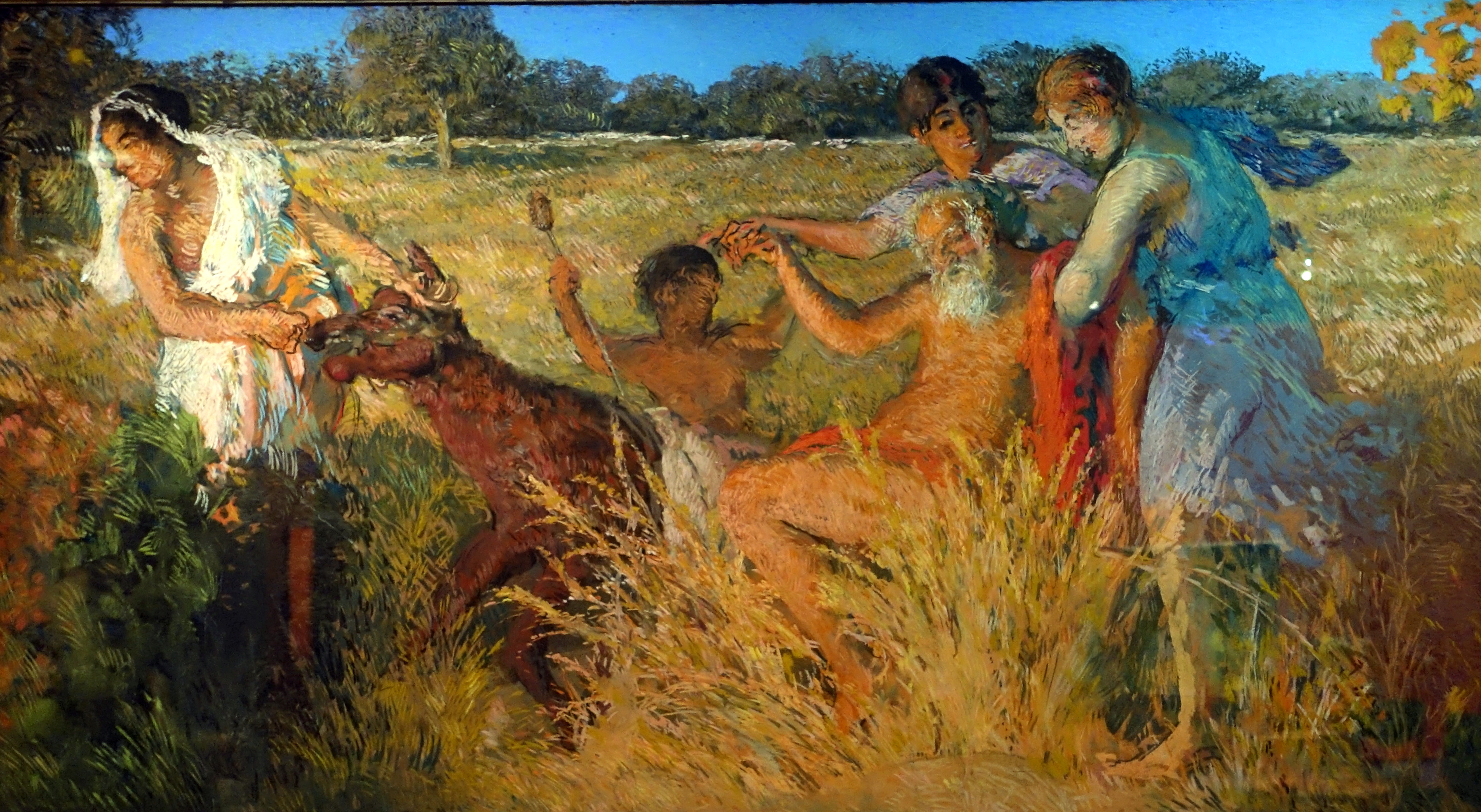
Ker-Xavier Roussel, Vieux Silène sur un âne (1925–1927), Paris, musée d'Orsay.

## Les silènes, nom générique
À côté de Silène, le précepteur de Dionysos, silène est aussi « un nom générique des satyres devenus vieux ». Parmi ces silènes, on peut citer Terpon, plusieurs fois mentionné sur des vases grecs, et son double Terpès.